# Setodes shirasensis
Setodes shirasensis är en nattsländeart som beskrevs av Kobayashi 1984. Setodes shirasensis ingår i släktet Setodes och familjen långhornssländor. Inga underarter finns listade i Catalogue of Life.